# Barriera del Tamigi

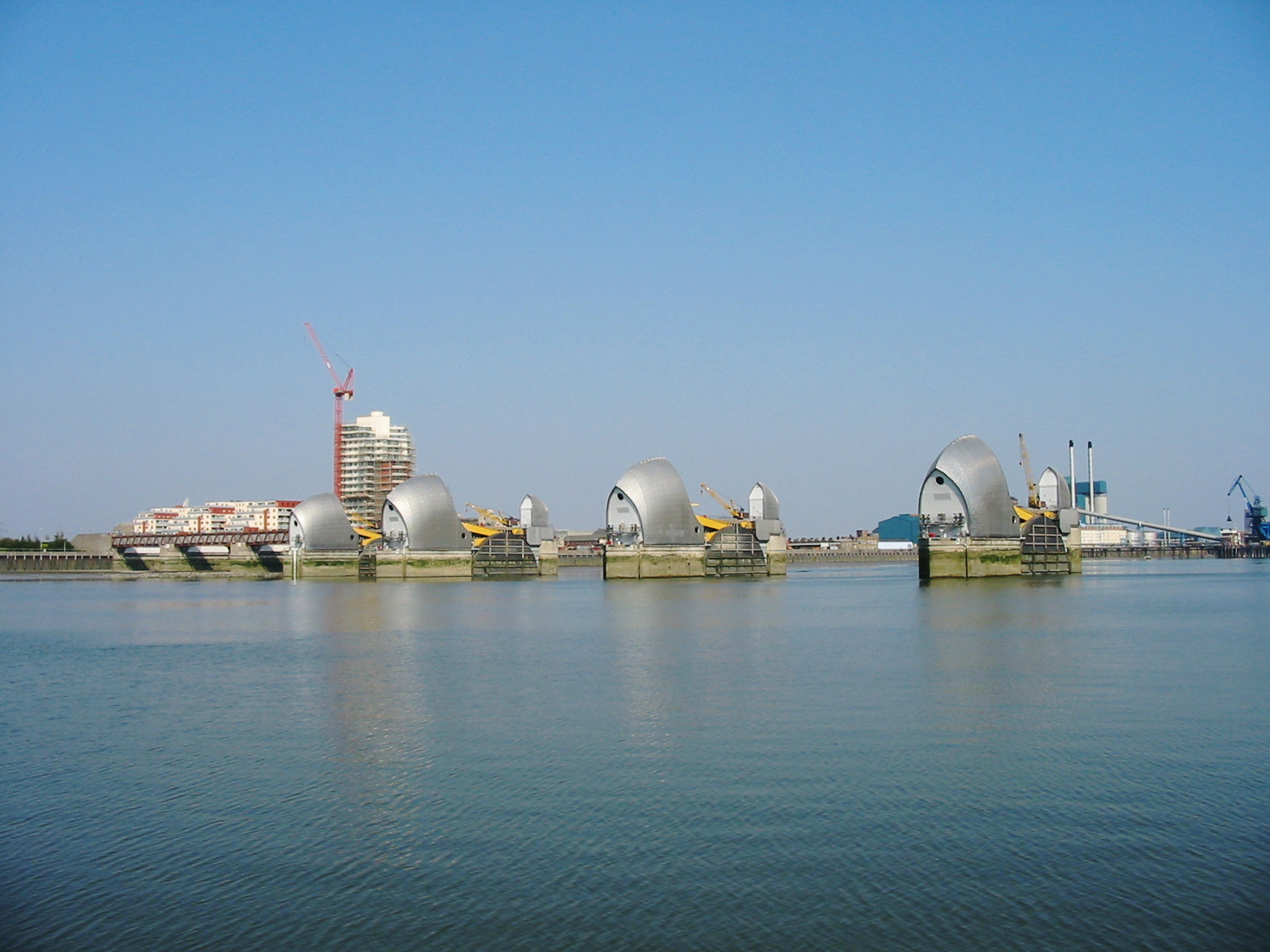
Barriere di flusso sul Tamigi.

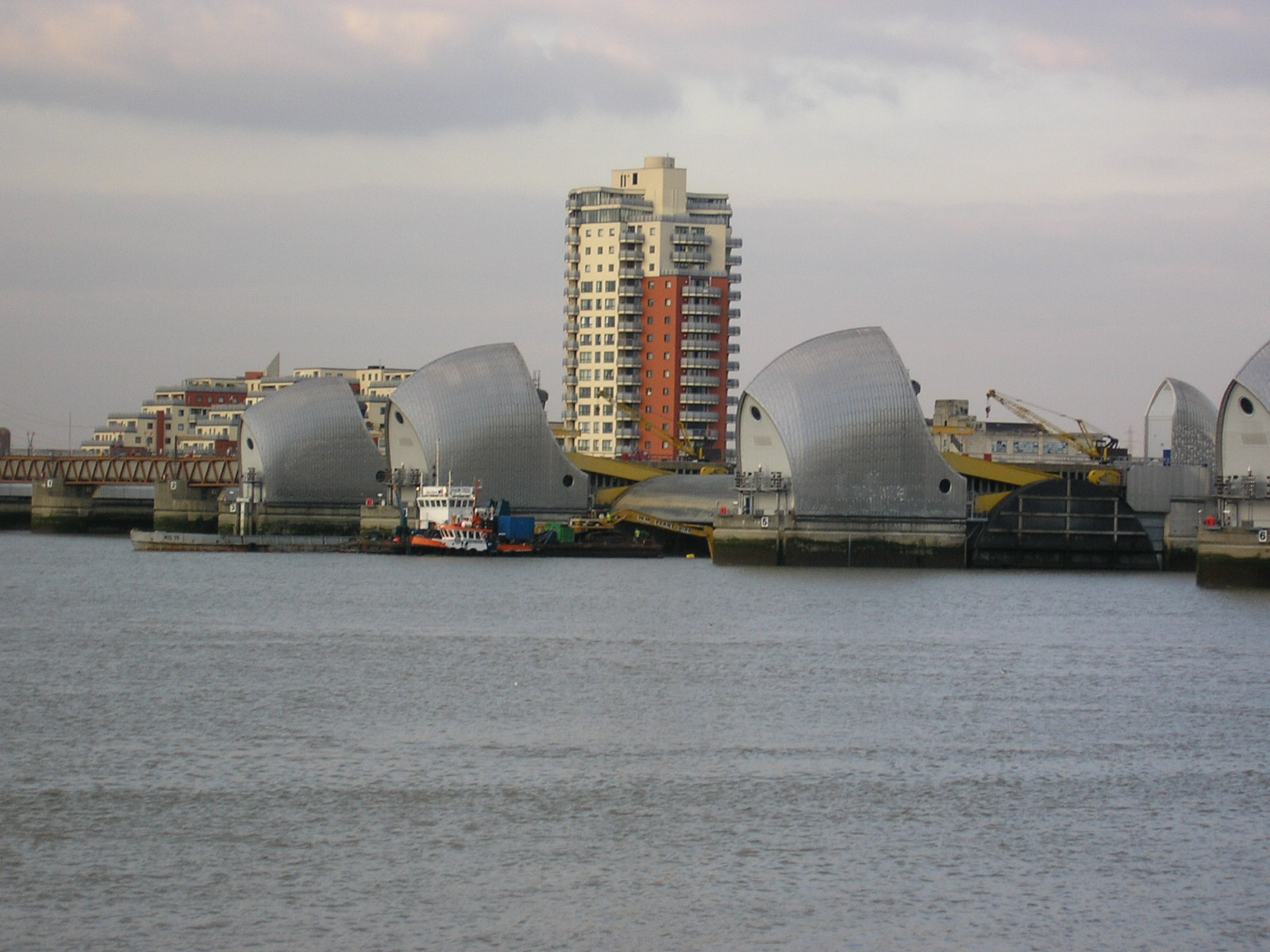
Altra vista delle barriere mobili.

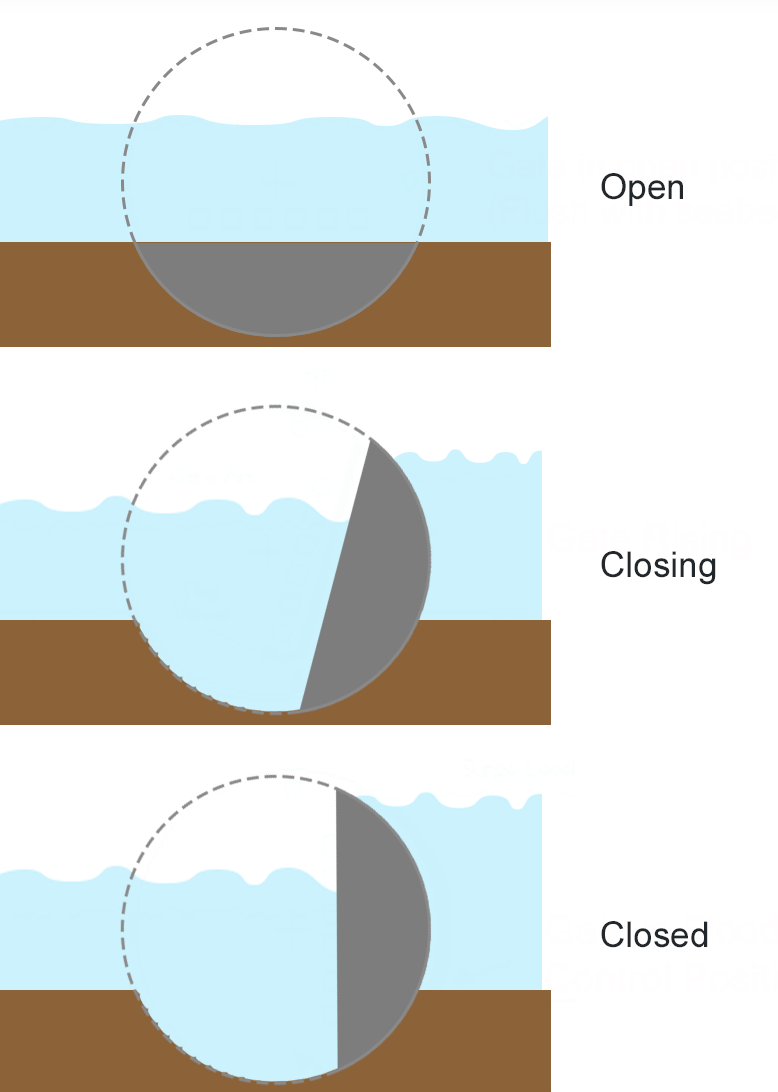
Diagramma che mostra il funzionamento delle porte; in pratica la barriera si alza oltre il punto mostrato, questo per consentire all'acqua di fluire sotto la barriera in modo controllato.

La barriera del Tamigi è una struttura di regolazione del flusso del fiume omonimo, costruita fra il 1974 ed il 1984 a Woolwich Reach e usata difensivamente per la prima volta nel 1983 Essa è la seconda in ordine di grandezza dopo quella di Maeslantkering nei Paesi Bassi.
Situata a sud dell'abitato di Londra, il suo scopo è quello di prevenire eccezionali ondate di alta marea. Il sistema di chiuse deve essere messo in funzione durante anomali innalzamenti delle maree per evitare danneggiamenti.

## Descrizione
La struttura, disposta lungo i 520 metri della larghezza del fiume, divide la stessa in quattro canali larghi 60 metri, due più piccoli larghi 30 metri, tutti navigabili, ed altri quattro larghi 30 metri non navigabili con la portata media del fiume. Essa è strutturata su nove piloni di calcestruzzo e due spalle sulle rive del fiume. Le paratie sono costruite in acciaio e possono ruotare su se stesse per chiudere i varchi in caso di necessità. Esse sono vuote all'interno e possono essere riempite d'acqua in caso di necessità, divenendo operative e chiuse in soli 15 minuti dalla loro messa in funzione.
Prima del 1990, il sistema era entrato in funzione da una a due volte l'anno in media. Dal 1990 il numero delle chiusure è aumentato a quattro per anno e nel 2003 vennero chiuse per ben 14 maree consecutive. Le barriere vennero chiuse due volte il 9 novembre 2007 per far fronte ad una tempesta sul mare del Nord simile a quella del 1953.
Nell'inverno 2013-2014 le paratie sono state chiuse per ben 28 volte, stabilendo un record.

## Progetto e costruzione
Il concetto delle paratie rotanti venne messo a punto da Charles Draper. Esse vennero disegnate da Rendel, Palmer and Tritton su richiesta del Greater London Council. Il sito di Woolwich venne scelto per il fatto che le sponde del fiume erano abbastanza diritte ed il fondale del fiume abbastanza robusto da sostenere il carico dei piloni. I lavori iniziarono nel 1974 e terminarono nel 1982. Oltre alle barriere dovettero essere rinforzati gli argini del fiume per circa 18 chilometri verso valle.

## Galleria d'immagini

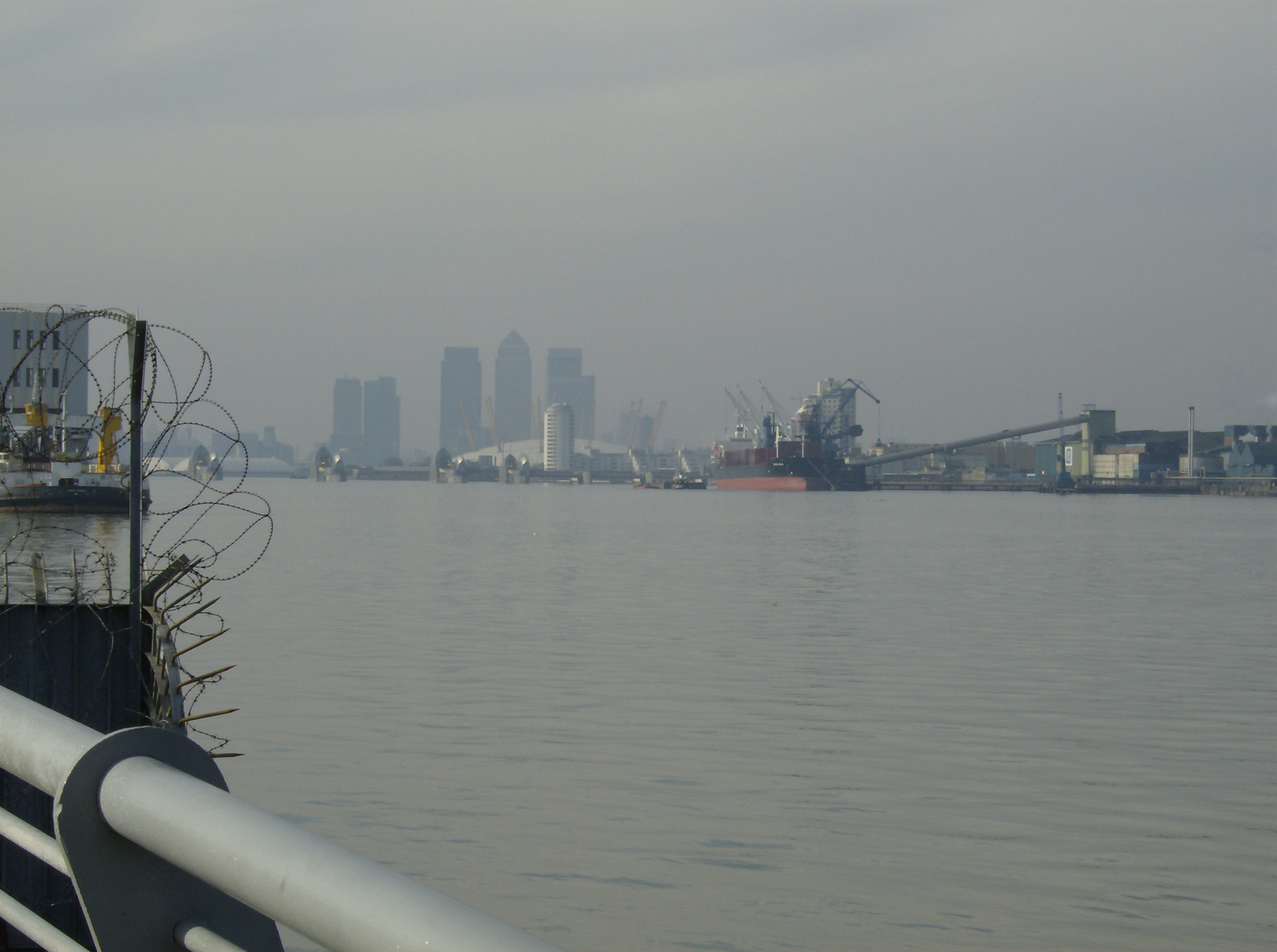
Le Thames Barrier da Woolwich.
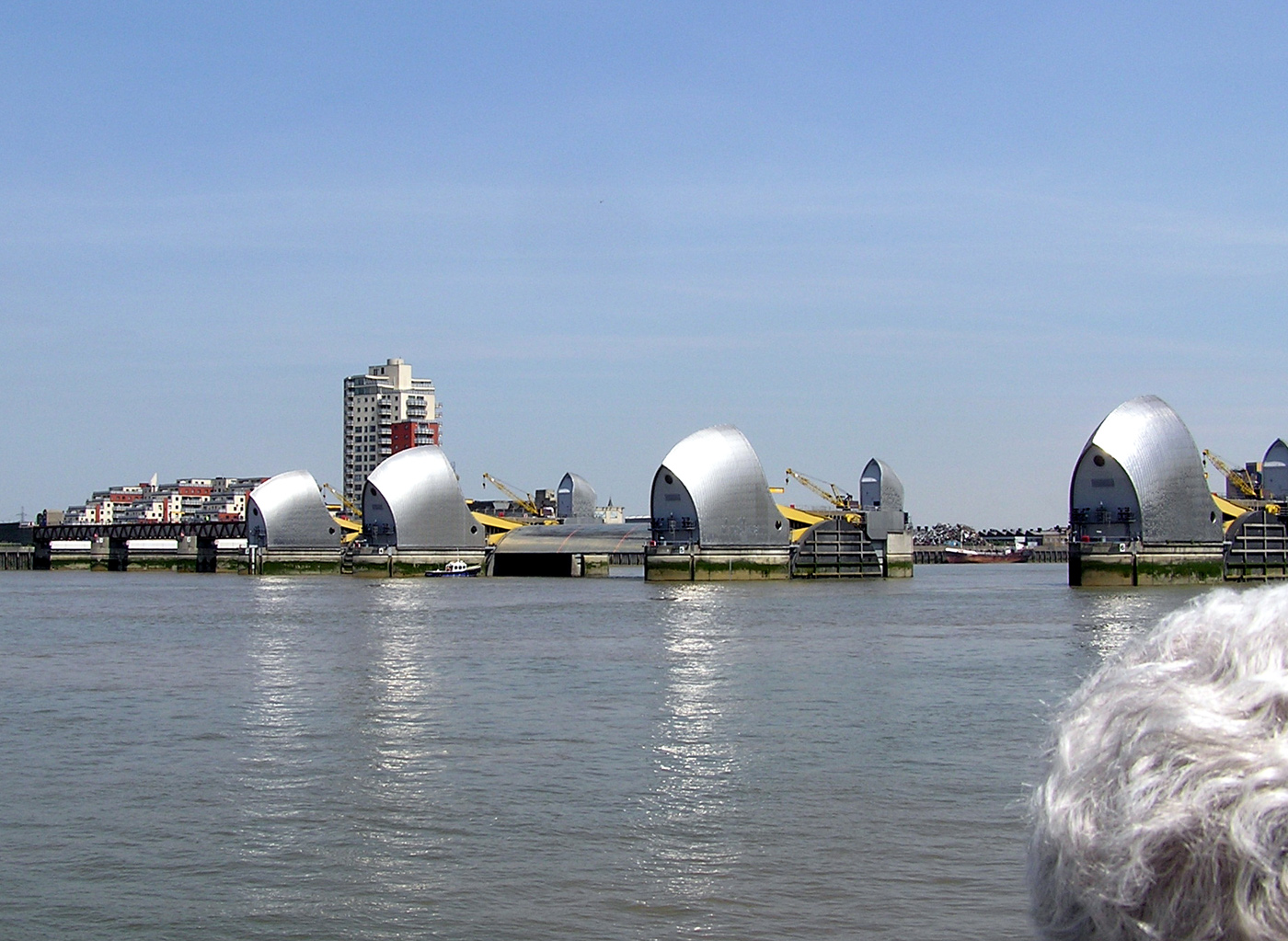
Barriera del Tamigi, porta F in uso
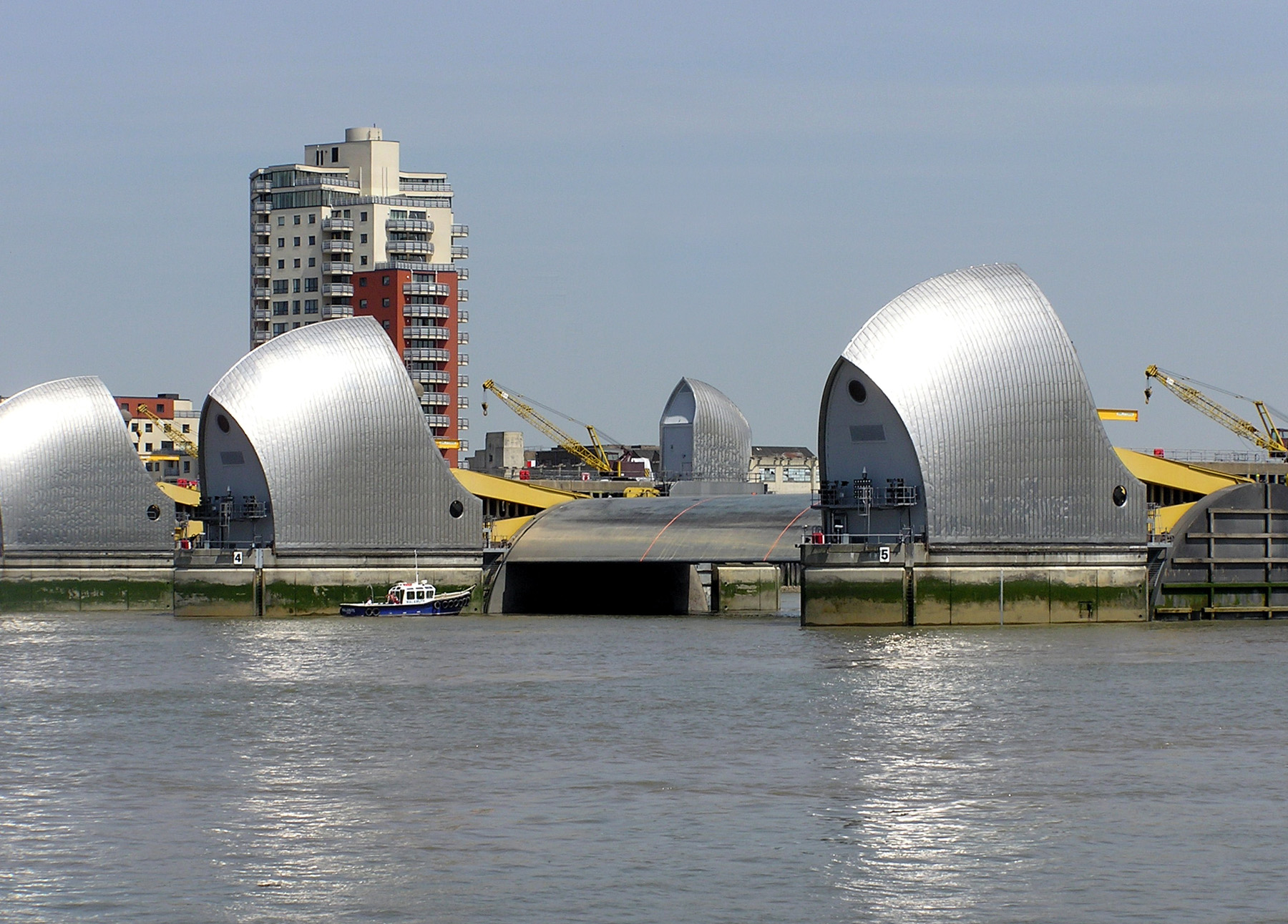
Barriera del Tamigi
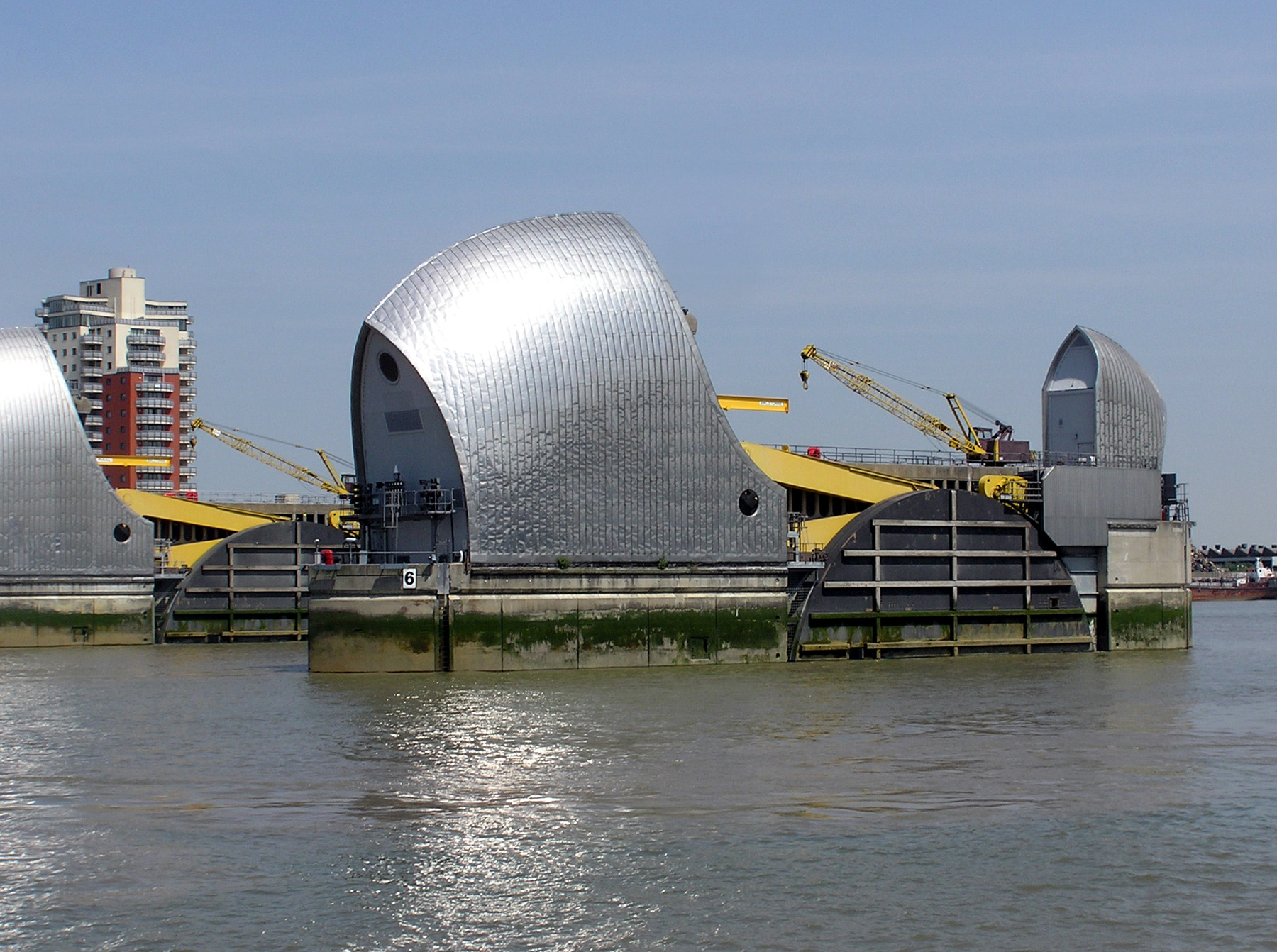
Barriera del Tamigi, pilone 6
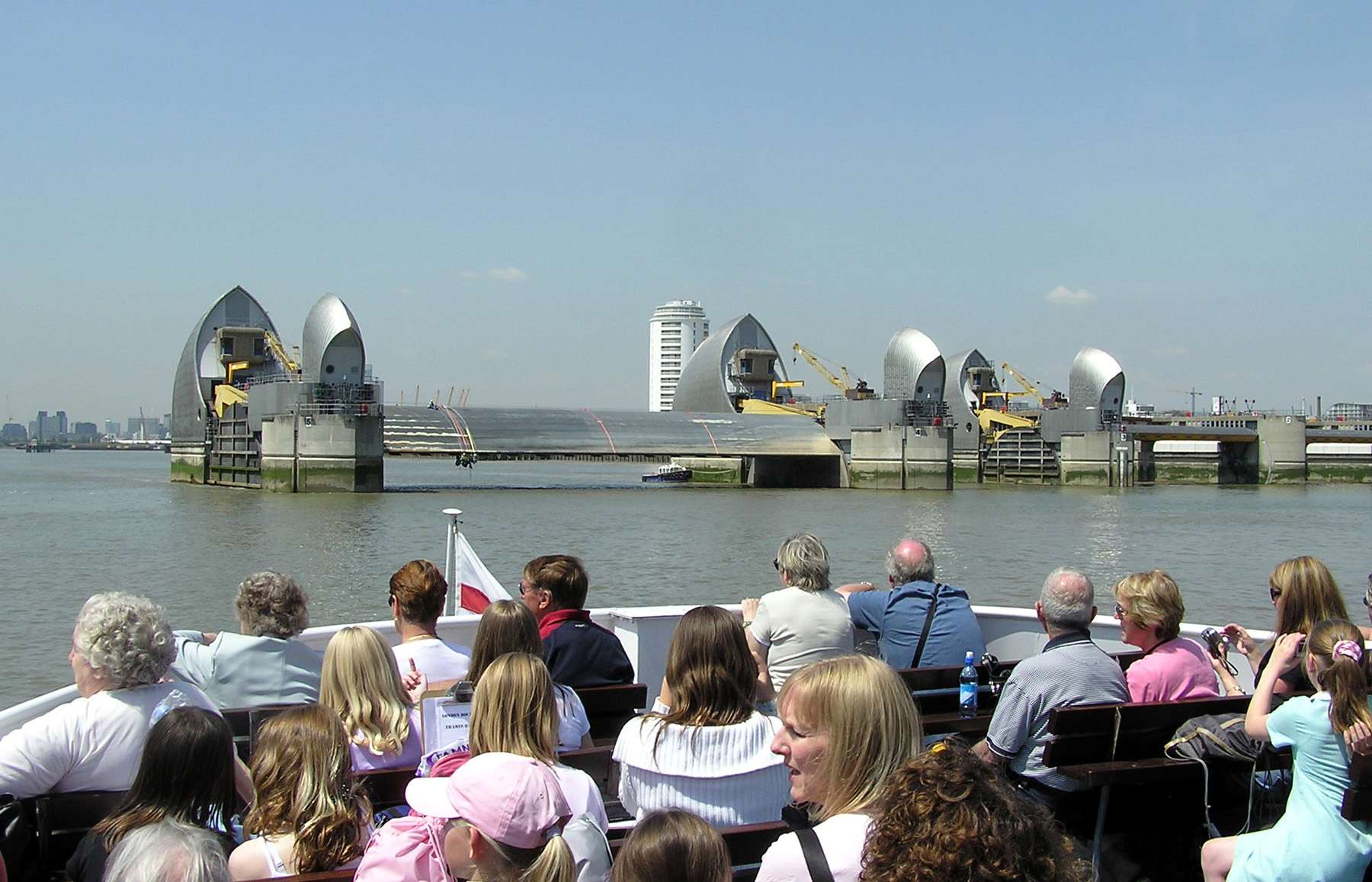
Porta in uso, da lontano
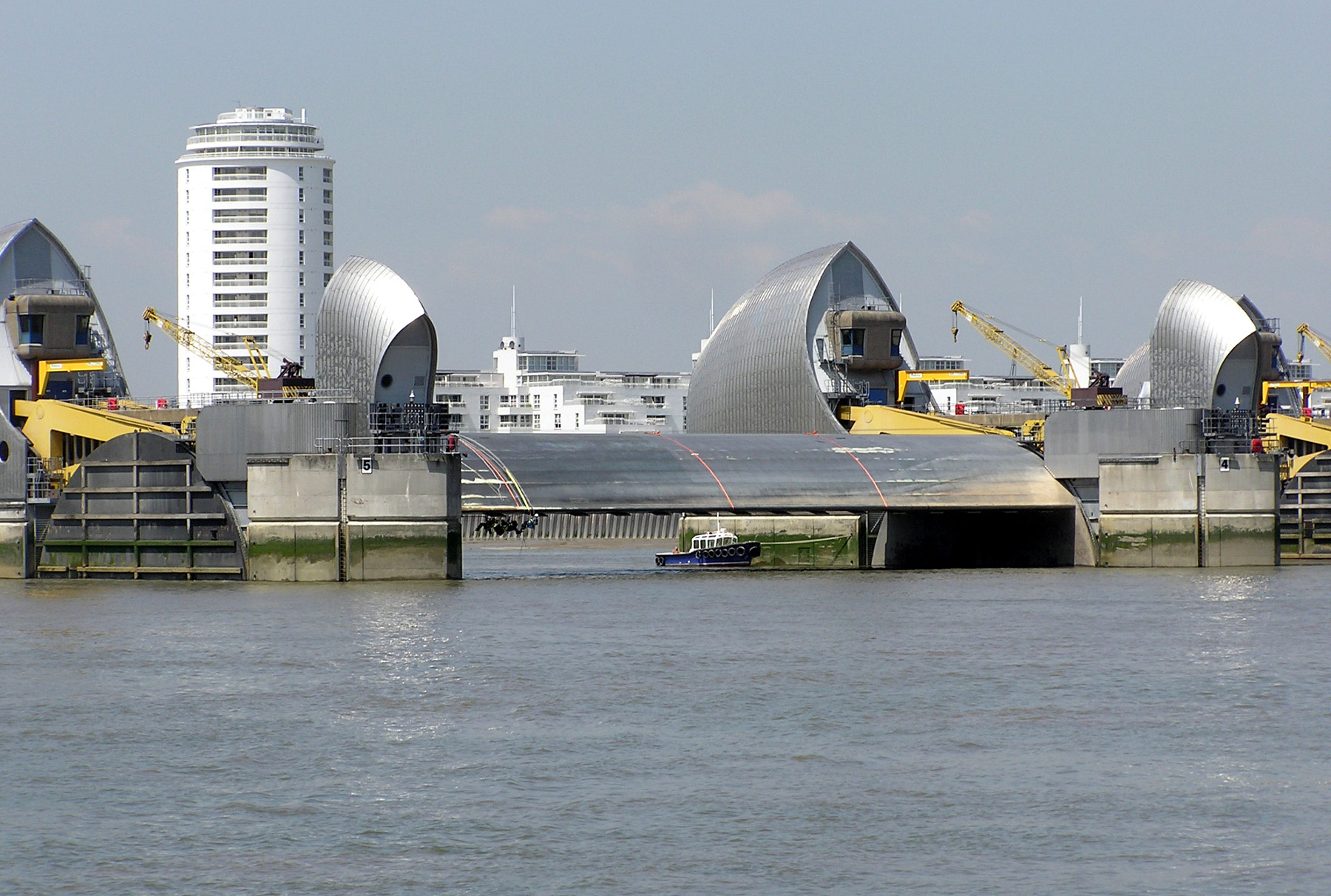
Porta in uso, media distanza
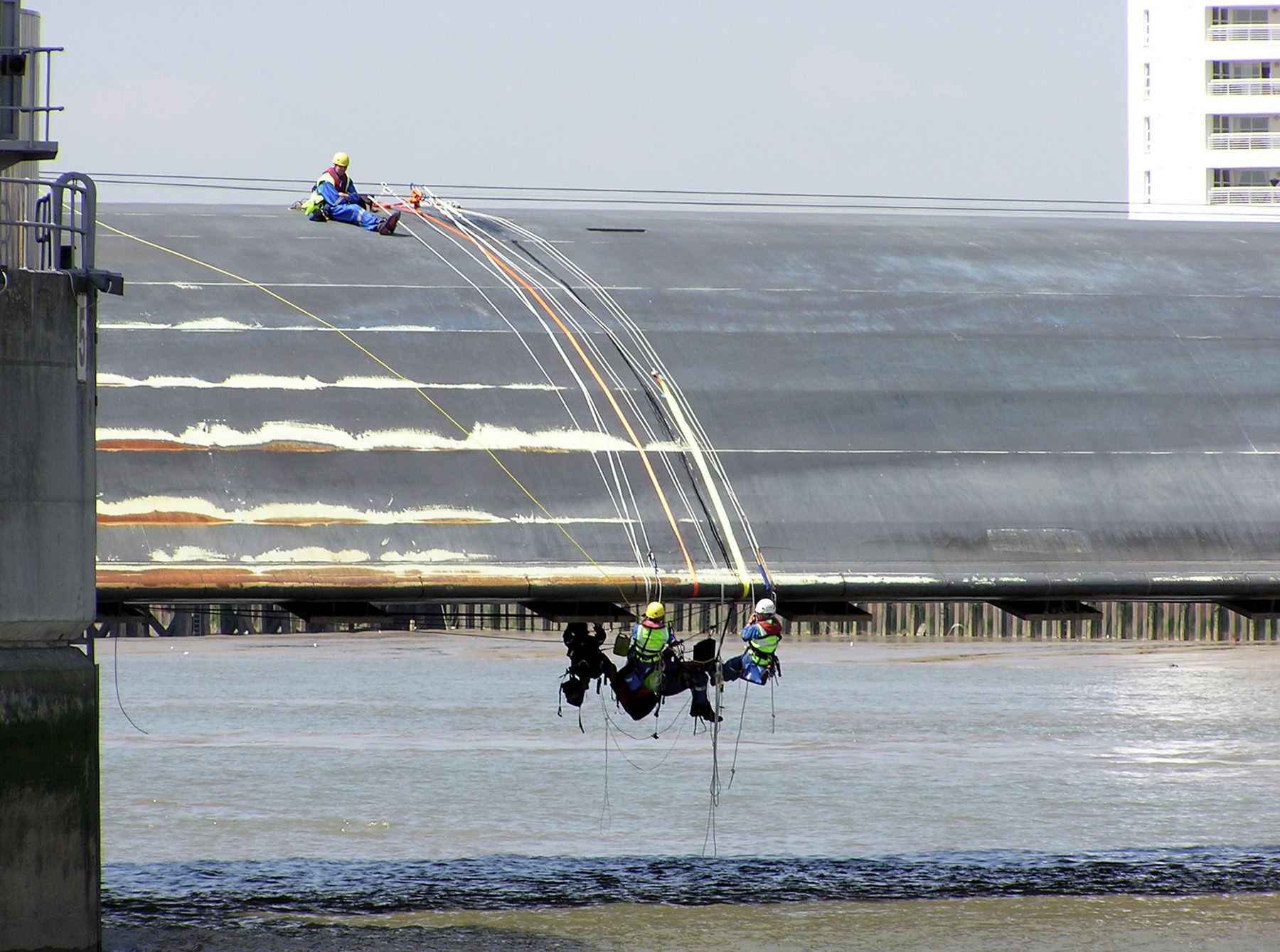
Porta in uso, primo piano
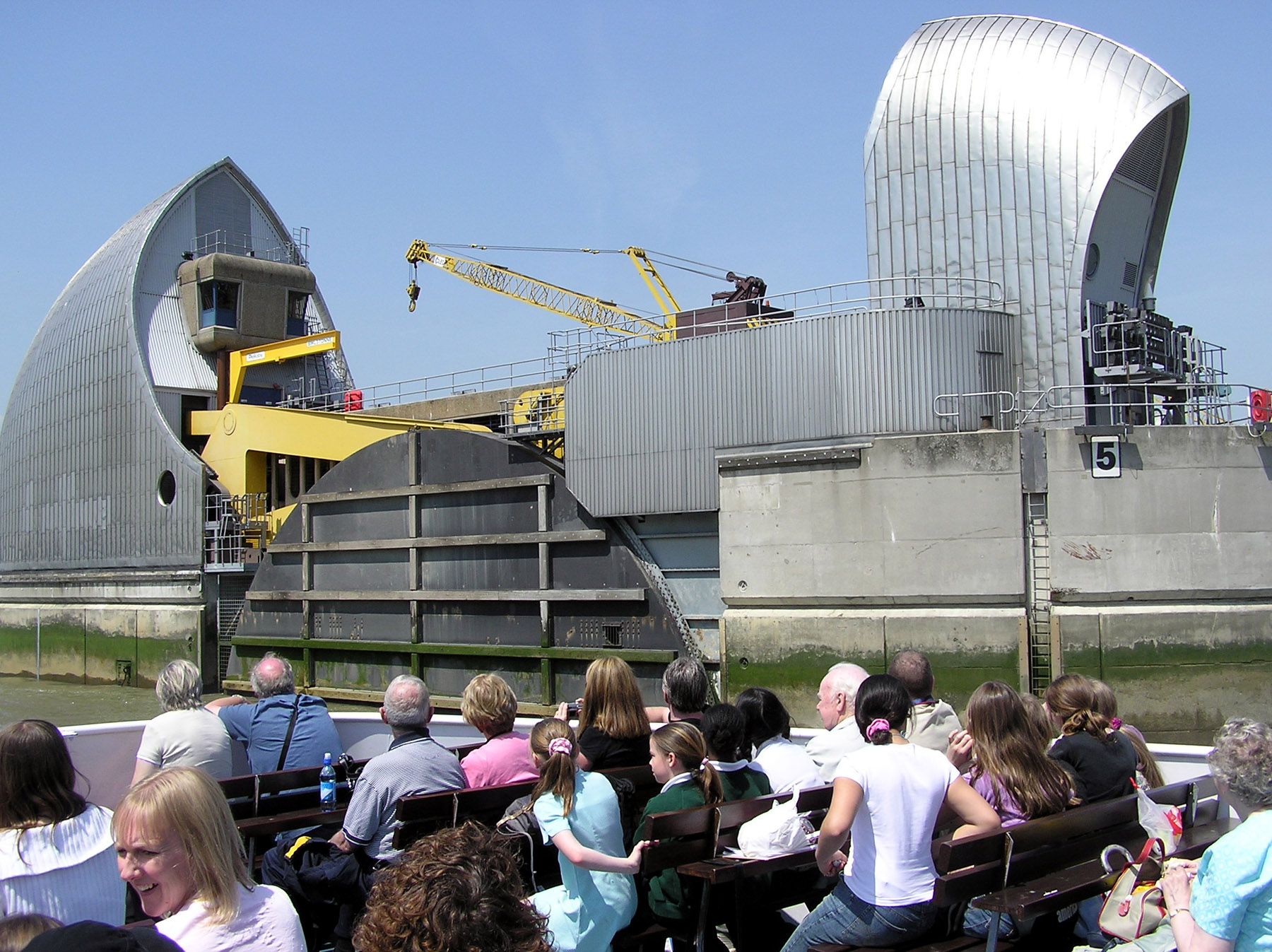
Pilastro, primo piano